# 176380 Goran
176380 Goran este o planetă minoră (asteroid) din centura de asteroizi. A fost descoperită pe 14 octombrie 2001 la Observatorul Apache Point de Sloan Digital Sky Survey. 
Obiectul prezintă o orbită caracterizată de o semiaxă mare de 2,864573076306 UAi, o excentricitate de 0,07, o înclinație de 2,6 ° în raport cu ecliptica.